# Біргюль Огуз
Біргю́ль Огу́з (тур. Birgül Oğuz; нар. 1981, Стамбул, Туреччина) — турецька письменниця.

## Життєпис
Народилася у 1981 році в Стамбулі. Деякий час займалася музикою, але згодом припинила цю діяльність. Здобула ступінь бакалавра на факультеті порівняльного літературознавства Стамбульського університету Більгі. У студентські роки захоплювалася театром, писала п'єси та працювала драматургинею. Викладала історію поезії, театру та роману для аматорських колективів. Здобула ступінь магістра за програмою культурологічних досліджень того ж університету, захистивши дисертацію на тему «Коротка історія інтелектуальної безпорадності: інтелектуали, що божеволіють та скоюють самогубство в турецькому романі». У 2006 році завдяки стипендії Фонду Хейзел Х'юен навчалася за програмою «Модернізм-Постмодернізм» в Единбурзькому університеті. Авторка двох збірок оповідань: «Що знає квасоля» (тур. Fasulyenin Bildiği, видавництво Varlık, 2007) та «Хах» (тур. Hah, видавництво Metis, 2012). Її численні оповідання, статті та переклади публікувалися в таких виданнях, як Varlık, Notos Öykü, Dünyanın Öyküsü, Roman Kahramanları, Remzi Kitap, Radikal Kitap, İzafi, Gazete Duvar, Parşömen, Birikim та Felsefe Logos. У 2015 році була прийнята до Міжнародної письменницької програми Айовського університету. Наразі здобуває ступінь доктора філософії (PhD) в Босфорському університеті, а також викладає в Академії Назима Хікмета та театрі «Мода Сахнесі».
У 2007 році її збірка «Що знає квасоля» була відзначена Премією Яшара Набі Найира в номінації «Оповідання». У 2014 році за книгу «Хах» була удостоєна Літературної премії Європейського Союзу. У цьому творі, написаному в жанрі оповідання, Огуз з психологічною та меланхолійною інтонацією досліджує тему жалоби. Політичну атмосферу твору створюють такі історичні теми, як покоління 1968 року та військовий переворот 12 вересня. В інтерв'ю журналу Varlık серед авторів, які на неї вплинули, назвала Вірджинію Вулф, Джеймса Джойса, Італо Кальвіно, Хуліо Кортасара, Федора Достоєвського, Габріеля Гарсію Маркеса та Фернандо Пессоа, а також турецьких письменників Ахмета Хамді Танпинара, Огуза Атая, Юсуфа Атилгана, Латіфе Текін, Більґе Карасу та Сему Кайгусуз.
У 2020 році у видавництві Metis вийшов її твір «Станція» (тур. İstasyon).